# Nothoscordum balaenense
Nothoscordum balaenense là một loài thực vật có hoa trong họ Amaryllidaceae. Loài này được Ravenna mô tả khoa học đầu tiên năm 1971.